# Mirko Vuillermin
Mirko Vuillermin (* 2. August 1973 in Aosta) ist ein ehemaliger italienischer Shorttrack-Läufer. Bei den Olympischen Winterspielen 1994 gewann er zwei Medaillen, darunter Gold mit der Staffel.

## Sportliche Laufbahn
Vuillermin gehörte in den 1990er Jahren zur italienischen Shorttrack-Nationalmannschaft, mit der er zwischen 1992 und 1997 fünf Medaillen bei Teamweltmeisterschaften (darunter Gold 1993) und zudem vier Staffelmedaillen bei Weltmeisterschaften (darunter Gold 1996) gewann. An der Seite von Maurizio Carnino, Orazio Fagone und Hugo Herrnhof wurde er bei den Winterspielen 1994 in Lillehammer Staffelolympiasieger.
Bei den Weltmeisterschaften 1993 in Peking lief Vuillermin über 500 Meter in Weltrekordzeit zum Streckensieg. In der Mehrkampfwertung dieser WM belegte er beim Sieg Marc Gagnons den fünften Platz. Im Vorfeld der Winterspiele 1994 in Lillehammer galt er auf der Sprintdistanz als Favorit. Er führte das 500-Meter-Finalrennen zunächst mit klarem Vorsprung an, ehe ihn der Südkoreaner Chae Ji-hoon einholte und mit zwei Hundertstelsekunden Vorsprung auf Vuillermin gewann. 1995 errang Vuillermin vor Nicky Gooch den Mehrkampftitel beim Europacup, dem Vorläufer der Europameisterschaften. Bei den Welttitelkämpfen 1996 wurde er Dritter und bei den (erstmals unter diesem Namen ausgetragenen) Europameisterschaften 1997 Zweiter in der Mehrkampfwertung.
Am 20. Juni 1997 brach sich Vuillermin bei einem Motorradunfall – einem Zusammenstoß mit einem Lastwagen – in Quart im Aostatal sein linkes Bein. Wenige Wochen zuvor war seinem Teamkollegen Orazio Fagone ebenfalls als Folge eines Motorradunfalls ein Bein amputiert worden. Nach dem Unfall bestritt Vuillermin keine weiteren internationalen Shorttrackrennen.

## Persönliche Bestzeiten
- 500 m 43,91 s (aufgestellt am 18. März 1995 in Gjøvik)
- 1000 m 1:34,19 min (aufgestellt am 19. März 1995 in Gjøvik)
- 1500 m 2:26,54 min (aufgestellt am 17. März 1995 in Gjøvik)
- 3000 m 5:05,93 min (aufgestellt am 19. März 1995 in Gjøvik)